# فلوریان بوکانسو
فلوریان بوکانسو (انگلیسی: Florian Boucansaud؛ زادهٔ ۱۵ فوریهٔ ۱۹۸۱) بازیکن فوتبال اهل فرانسه است.
از باشگاه‌هایی که در آن بازی کرده‌است می‌توان به باشگاه فوتبال کان و باشگاه فوتبال تروا اشاره کرد.